# Petit-Nobressart
Petit-Nobressart (luxembourgeois : Kleng-Elchert, allemand : Klein-Elcheroth) est une section de la commune luxembourgeoise d'Ell située dans le canton de Redange.